# 埼玉県道121号大宮停車場大成線

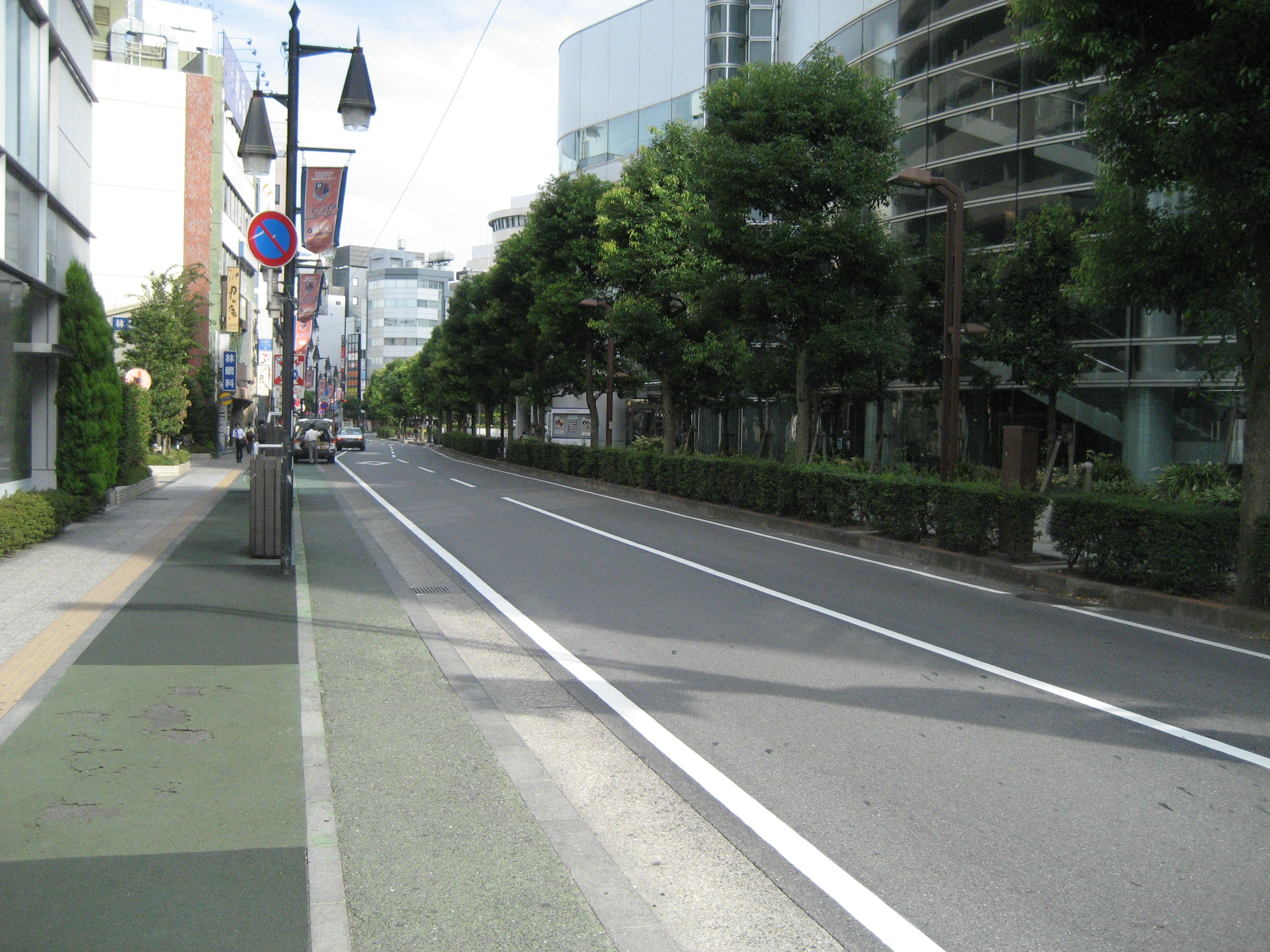
大宮駅西口方面

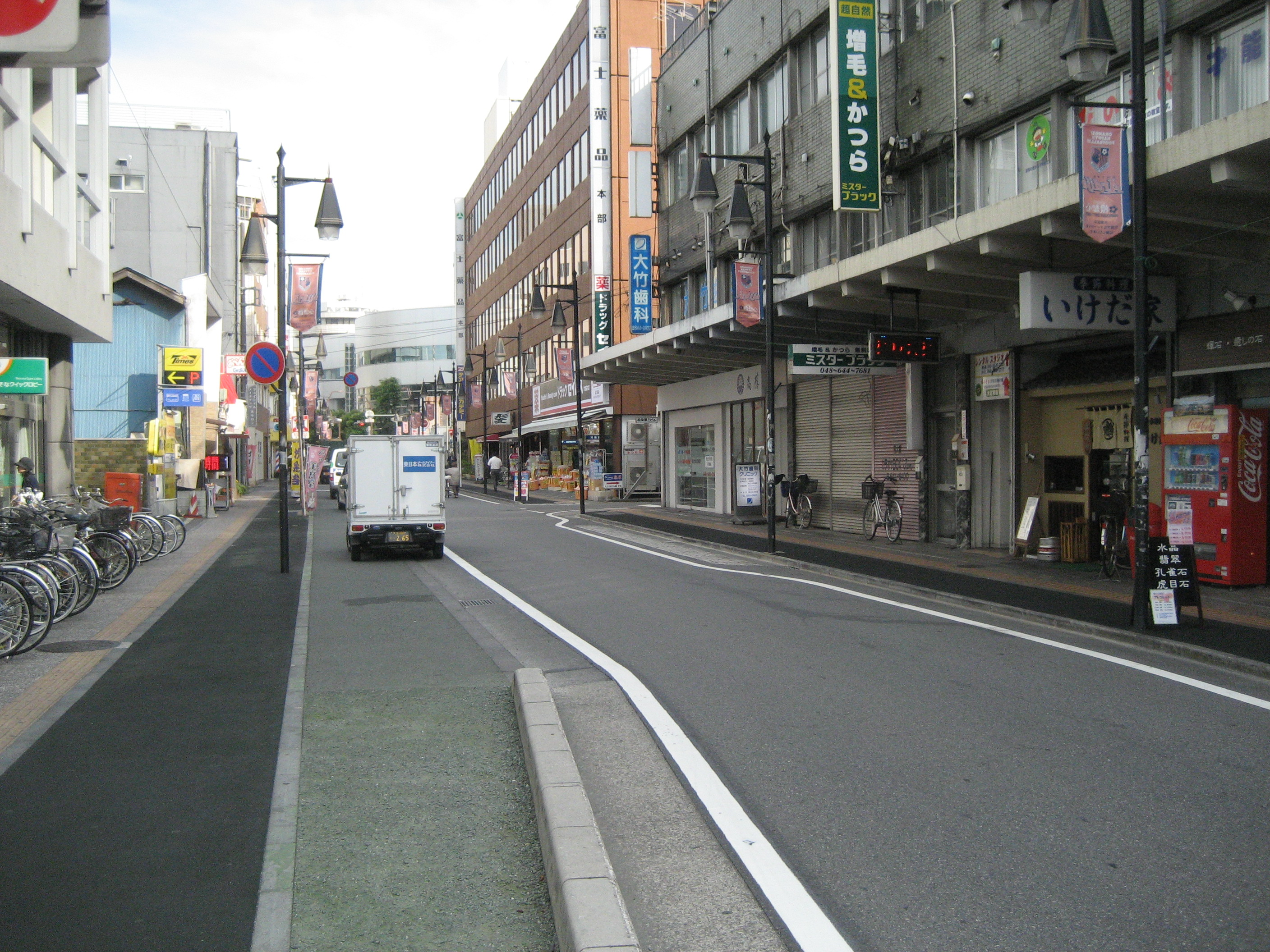
一方通行区間

埼玉県道121号大宮停車場大成線（さいたまけんどう121ごう おおみやていしゃじょうおおなりせん）は、埼玉県さいたま市大宮区の大宮駅西口から国道17号に至る一般県道である。

## 概要
起点の大宮駅西口駅前から信号交差点1区間の鐘塚公園にかけては起点→終点方向の一方通行、終点の桜木町交差点から信号交差点1区間は終点→起点方向の一方通行、両区間の間は対面通行である。

### 路線データ
- 起点：大宮停車場西口[3]（さいたま市大宮区）
- 終点：十七号線交点[3]（さいたま市大宮区・桜木町交差点＝国道17号、埼玉県道2号さいたま春日部線交点）
- 重要な経過地：なし[3]
- 路線延長：526m

## 歴史
本路線は、道路法（昭和27年法律第180号）第7条の規定に基づいた埼玉県の一般県道として1960年（昭和35年）に埼玉県が初めて認定した路線のうちの1つである。

### 年表
- 1960年（昭和35年）9月1日 - 埼玉県が大宮停車場大成線（大宮停車場西口 - 十七号線交点）として県道路線認定[3]。
- 2020年（令和2年）11月10日 - 大宮駅西口駅前から鐘塚公園にかけて80 mの駅前区間を、大宮駅西口駅前からの一方通行とする社会実験を同年11月16日にかけて実施[4]。
- 2022年（令和4年）10月26日 - 2020年に社会実験を実施した区間が正式に一方通行となる[1][5]。

## 地理

### 通過する自治体
- 埼玉県
  - さいたま市（大宮区）

### 交差する道路
- 国道17号・埼玉県道2号さいたま春日部線（さいたま市大宮区・桜木町交差点）

### 沿線
昭和後期の東北新幹線建設時から続く区画整理と再開発によって、現在の大宮駅西口が形成されるまで、国道と駅を結ぶ主要な道だった。これらの開発で、沿道は姿を変えたが、再開発は現在も計画が進められており（大宮駅西口第3-B地区、第3-A・D地区）、今後も変貌してゆく可能性がある。
- 大宮駅
- 大宮アルシェ
- 鐘塚公園
- 大宮ソニックシティ
- 大宮サクラスクエア
- シーノ大宮